# Nils Fredrik Biberg
Nils Fredrik Biberg, född den 20 januari 1776 i Härnösand, död den 25 mars 1827 i Uppsala domkyrkoförsamling, var en svensk universitetslärare och filosof.

## Biografi
Nils Fredrik Biberg var son till lektor Isak Biberg, en morbror till Karl Genberg, och Katarina Unæus. Han gifte sig med Anna Sofia Lundström.
Biberg blev 1793 student vid Uppsala universitet, där han 1797 promoverades till filosofie magister (primus). År 1799 blev han docent i estetik och 1806, då han var ordinarie adjunkt vid filosofiska fakulteten, kallades han till tjänsten som lärare för Sveriges dåvarande kronprins Gustav. 1808 erhöll han fullmakt som professor. Han utnämndes 1810 till professor i praktisk filosofi. På denna befattning väckte han liv i studiet av filosofi vid Uppsala universitet och gav ämnet en energi och självständighet som det dittills inte haft i Sverige under den gustavianska eran. Samma år invaldes han i Vitterhetsakademien.

## Arbete
Bibergs spekulation, som egentligen fokuserade på det praktiska området av filosofin, utmärkte sig genom ett ovanligt djup och hade en avgjort idealistisk riktning. I avseende på kunskapens förklaring var hans ståndpunkt rent rationalistisk. "Förnuftet, såsom en förmåga att förnimma väsendet, var kunskapskälla. Sanningens kriterium var dess visshet, eller delaktigheten av den visshet, som ligger i ett väsendes visshet om sitt eget själv eller medvetande." Biberg kan i många hänseenden betraktas som en föregångare och vägbrytare för det filosofiska system, som Boström senare utvecklade. Biberg drevs av en verklig kärlek till sin verksamhet och visade upp en närmast outtröttlig flit. Dessa överdrivna ansträngningar bars under lång tid upp av en ovanligt stark hälsa, men slutligen slets den ner av hans arbetsinsatser. Ett nervöst lidande, som kunnat märkas redan i hans yngre år, återkom med ökad kraft och försatte honom i en sinnessjukdom, som senare förvärrades av kroppslig sjukdom och slutligen ledde till hans död.
Biberg kombinerade en mångsidig lärdom med ett ovanligt skarpsinne. Hans skrifter utmärker sig för stor klarhet och överskådlighet, och detta utmärkte även hans föreläsningar. Han utövade ett stort inflytande på sina studenter, och bland dessa kan framför allt nämnas Boström, som tog djupt intryck både av hans filosofi och hans personlighet. I sin filosofi följde Biberg inte det så kallade konstruktiva förfaringssätt, som på hans tid var dominerande inom den filosofiska forskningen i Tyskland. Istället var han av den åsikten att det mänskliga förståndets uppgift inte kan vara någon annan än att ge ett givet innehåll klarhet och medvetenhet, alltså inte att skapa eller ur sig själv hämta ett sådant. Han lärde ut att förnuftet däremot är en från förståndet artskild förmåga, och att människan i och genom detta hos sig har ett översinnligt och absolut innehåll, som trots allt måste klä sig i de ändliga former som karaktäriserar människans förståndsverksamhet om det verkligen (actu) skall fattas av människan. Mot den samtida filosofins panteistiska tendens framhöll Biberg, att Gud är en konkret personlighet samt absolut självständig och oberoende av det andliga. Därigenom sökte han lägga grunden till en teistisk världsåskådning. Endast genom en sådan kunde enligt hans mening människans praktisk-religiösa behov tillfredsställas. För den praktiska filosofin har Biberg stor betydelse, först och främst därigenom att han baserar all förpliktelse och all rättighet ytterst på en religiös grundval. Inom etiken framhöll han också att det sedliga livet är individuellt och konkret, och att till följd av detta måste den moraliska lagen fullständigt bestämma varje medveten och fri yttring av människans verksamma liv. Detta är en synpunkt, som senare blev skjuten något åt sidan i den fichteska och i synnerhet i den kantska etiken.
I detta avseende kan Biberg ställas vid sidan av Schleiermacher, som han anslöt sig på flera punkter i sina etiska undersökningar, och vars lära om de så kallade etiska formalbegreppen han sökte utföra och bearbeta än vidare. Inom rätts- och samhällsläran påpekade Biberg de svårigheter, som måste vara förenade med det av Fichte gjorda försöket att omedelbart ur människans väsen förklara rättslagen som en från sedelagen artskild förnuftig praktisk lag. Dock stannade han själv vid att ur den mänskliga individen förklara de rättsliga bestämningarna. Det ursprungliga i all rätt, menade han, är människans befogenhet att fritt besluta och i sinnevärlden utföra sin viljas beslut, och denna befogenhet har sin grund i hennes naturliga självbestämdhet, som, såsom medel och villkor för sedligheten, auktoriseras och får sin helgd av förnuftet. Medan Fichte hävdat att rätte har sin grund i den mänskliga sammanlevnaden, är den hos Biberg en ursprunglig bestämning hos varje människa. Men då nu människorna faktiskt lever tillsammans, möjliggör förnuftet att de ordnar sitt samliv i överensstämmelse med rättens krav, vilket åter är möjligt endast genom att de inskränker sin i begreppet gränslösa rätt och upprättar staten. Endast i och genom staten kan människan sägas ha verkliga (aktuella) rättigheter i sitt förhållande till andra. Då staten inte kan eller bör komma till stånd utan genom den sammanstämmande viljan hos sina blivande medlemmar, kan den med rätta sägas vara konstituerad genom ett samhällsfördrag; man bör emellertid ej föreställa sig avslutandet av detta fördrag såsom en historisk tilldragelse. Det bör snarare fattas ideellt, det vill säga såsom en fiktion, som är nödvändig för rättsförhållandenas förklaring. För övrigt skildras staten av Biberg såsom en levande organism, vars lemmar är de mänskliga individerna och som ger en rättslig bestämdhet åt hela det mänskliga livet – således även åt den mänskliga kulturen.

### Ståndpunkt
Fastän Biberg i huvudsak, vad straffteorin vidkommer, kvarstår på den Kant-fichteska vedergällningsteoriens ståndpunkt, om än med en viss lutning åt Hegels uppfattning, har han dock i viss mån gått utanför denna, genom att tydligare betona vissa högre tendenser hos denna teori. Utgör staten ett organiskt helt, så måste straffet fattas såsom en verksamhet från statens sida, varigenom den ställer en av sina lemmar i ett rätt förhållande till sig. Detta sker genom att det partiella upphävandet av rättsordningen, som brottet innebär, i och genom straffet återfaller på den brottslige själv. Men den rättsförlust, som straffet innebär, får likväl aldrig tänkas såsom gränslös. Dessutom är brottslingen, efter utståndet straff, åter försonad med samhället.

## Priser och utmärkelser
- Riddare av Nordstjärneorden, RNO, 1824 [3]